# Malthe Jakobsen

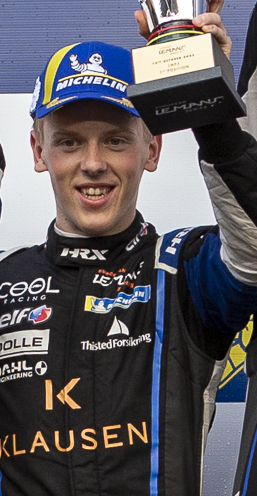
Malthe Jakobsen 2022

Malthe Jakobsen (* 29. Oktober 2003 in Sennels) ist ein dänischer Autorennfahrer.

## Karriere als Rennfahrer
Malthe Jakobsen fuhr als Teenager Kartrennen und begann als 15-Jähriger seine Karriere im Monopostosport. Er fuhr in der dänischen Formel-4-Meisterschaft, deren Gesamtwertung er 2019 gewann. Mit dem Beginn der Rennsaison 2020 ging er in der European Le Mans Series an den Start und fuhr dort einen Ligier JS P320 in der LMP3-Klasse. In der 2022 gewann er die Endwertung dieser Rennklasse. 2023 wechselte er in die LMP2-Klasse. Bestes Saisonergebnis war der zweite Gesamtrang beim 4-Stunden-Rennen von Spa-Francorchamps. In der Asian Le Mans Series erreichte er 2023 mit den Erfolgen beim 4-Stunden-Rennen von Abu Dhabi und dem 4-Stunden-Rennen von Sepang zwei Rennsiege.
Sein Debüt beim 24-Stunden-Rennen von Le Mans endete 2023 mit dem 23. Gesamtrang. Die Rennsaison 2024 begann er mit dem Gesamtsieg beim 4-Stunden-Rennen von Barcelona.

## Statistik

### Le-Mans-Ergebnisse
| Jahr | Team                  | Fahrzeug         | Teamkollege      | Teamkollege       | Platzierung | Ausfallgrund |
| ---- | --------------------- | ---------------- | ---------------- | ----------------- | ----------- | ------------ |
| 2023 | Cool Racing           | Oreca 07         | Alexandre Coigny | Nicolas Lapierre  | Rang 23     |              |
| 2024 | Cool Racing           | Oreca 07         | Lorenzo Fluxá    | Ritomo Miyata     | Rang 26     |              |
| 2025 | Peugeot TotalEnergies | Peugeot 9X8 2024 | Loïc Duval       | Stoffel Vandoorne | Rang 11     |              |

### Sebring-Ergebnisse
| Jahr | Team                      | Fahrzeug       | Teamkollege   | Teamkollege   | Platzierung             | Ausfallgrund |
| ---- | ------------------------- | -------------- | ------------- | ------------- | ----------------------- | ------------ |
| 2022 | Sean Creech Motorsport    | Ligier JS P320 | João Barbosa  | Lance Willsey | Rang 13 und Klassensieg |              |
| 2024 | DragonSpeed               | Oreca 07       | Henrik Hedman | Rasmus Lindh  | Rang 16                 |              |
| 2025 | CrowdStrike Racing by APR | Oreca 07       | George Kurtz  | Toby Sowery   | Rang 16                 |              |

### Einzelergebnisse in der FIA-Langstrecken-Weltmeisterschaft
| Saison | Team          | Rennwagen        | 1   | 2   | 3   | 4   | 5   | 6   | 7   | 8   |
| ------ | ------------- | ---------------- | --- | --- | --- | --- | --- | --- | --- | --- |
| 2023   | Cool Racing   | Oreca 07         | SEB | POR | SPA | LEM | MON | FUJ | BAH |     |
| 2023   | Cool Racing   | Oreca 07         | 23  |     |     |     |     |     |     |     |
| 2024   | Cool Racing   | Oreca 07         | KAT | IMO | SPA | LEM | SAO | AUS | FUJ | BAH |
| 2024   | Cool Racing   | Oreca 07         | 26  |     |     |     |     |     |     |     |
| 2025   | Peugeot Sport | Peugeot 9X8 2024 | KAT | IMO | SPA | LEM | SAO | AUS | FUJ | BAH |
| 2025   | Peugeot Sport | Peugeot 9X8 2024 | 12  | 12  | DNF | 11  | 6   |     |     |     |